# Odisha FC
Odisha FC (hindi ओडिशा फुटबॉल क्लब, ang. Odisha Football Club) – indyjski klub piłkarski, mający siedzibę w mieście Bhubaneswar w stanie Odisha, we wschodniej części kraju, grający od sezonu 2014 w rozgrywkach Indian Super League.

## Historia
Chronologia nazw:
- 2014: Delhi Dynamos FC
- 2019: Odisha FC

Klub piłkarski Delhi Dynamos został założony w miejscowości Nowe Delhi 17 lipca 2014 roku. Po tym, jak na początku 2014 roku narodowa federacja piłki nożnej w Indiach ogłosiła o powstaniu Indian Super League, nastąpiła decyzja o założeniu klubu. 14 października 2014 roku drużyna rozpoczęła inauguracyjny sezon Superligi remisując 0:0 z FC Pune City na stadionie Jawaharlal Nehru w Nowym Delhi. W sezonie 2015 zespół po raz pierwszy zakwalifikowało się do półfinału Indian Super League. W sezonie 2016 zajął trzecie miejsce w fazie ligowej z 21 punktami, ale przegrał z Kerala Blasters FC w półfinale. W sezonie 2018/19, klub ponownie jak w poprzednim sezonie zajął ósme miejsce w tabeli ligowej i tym samym nie zakwalifikował się do półfinału.
Przed sezonem 2019/20 klub zdecydował się przenieść do swojej nowej bazy, czyli stadionu Kalinga w Bhubaneswar, w stanie Odisha i zmienić nazwę na Odisha FC. 31 października 2019 klub przeprowadził się ze stolicy kraju Nowy Delhi do Bhubaneswaru. Z nową nazwą zespół z 25 punktami zakończył sezon 2019/20 na szóstym miejscu.

## Barwy klubowe, strój, herb, hymn
|  |  |  |

Klub ma barwy biało-niebiesko-czerwone. Piłkarze domowe spotkania zazwyczaj grają w białych koszulkach, białych spodenkach oraz białych getrach.

## Sukcesy

### Trofea międzynarodowe
Do chwili obecnej klub jeszcze nigdy nie zakwalifikował się do rozgrywek międzynarodowych.

### Trofea krajowe
| \| \| Zdobyte trofea w rozgrywkach Indii (stan na: 31-05-2022) \| |                                                          |      |             |
| Rozgrywki                                                         | Osiągnięcie                                              | Razy | Sezon(y)    |
| Mistrzostwo                                                       | I miejsce                                                | 0    |             |
| Mistrzostwo                                                       | II miejsce                                               | 0    |             |
| Mistrzostwo                                                       | III miejsce                                              | 1    | 2016 (liga) |
| Puchar                                                            | zdobywca                                                 | 0    |             |
| Puchar                                                            | finalista                                                | 0    |             |
| Puchar                                                            | ćwierćfinalista                                          | 1    | 2022/23     |
| II liga                                                           | I miejsce                                                | 0    |             |
| II liga                                                           | II miejsce                                               | 0    |             |
| II liga                                                           | III miejsce                                              | 0    |             |
| Indie                                                             | Zdobyte trofea w rozgrywkach Indii (stan na: 31-05-2022) |      |             |

## Struktura klubu

### Stadion
Klub piłkarski rozgrywa swoje mecze domowe na stadionie Kalinga Stadium w Bhubaneswar, który może pomieścić 15.000 widzów.

## Rywalizacja z innymi klubami

### Derby
- Indian Arrows FC